# Pančelo
Pančelo (en serbocroata: Pančelo / Панчело) o Pançellë (en albanés: Pançellë) es un pueblo en el municipio de Ranilug del distrito de Gnjilane de Kosovo. Pančelo es uno de los enclaves serbios en Kosovo. 

## Historia
Según los testimonios de los lugareños de agosto de 2013, el gobierno municipal de Ranilug ha descuidado completamente este pueblo.

## Demografía
La evolución demográfica de Pančelo entre 1948 y 2011 fue la siguiente:
| 237                                                 | 249 | 302 | 375 | 410 | 380 | 187 |
| (Fuente: Population of Kosovo since Yugoslav times) |     |     |     |     |     |     |

Según el censo de 2011 (boicoteado parcialmente por los serbios), los serbios representaban el 100% de la población (187 personas).